# Tampella (Tampere)
Tampella est le quartier numéro 9 (finnois : Kaupunginosa IX)  de Tampere en Finlande.

## Description
Tampella est composé de l'ancienne zone industrielle de l'entreprise Tampella, la zone résidentielle de Armonkallio (fi) et la zone portuaire de Naistenlahti.
À bord du lac Näsijärvi se trouve la centrale hydroélectrique de Naistenlahti (fi).
Les quartiers voisins de Tampella sont Lapinniemi, Lappi, Osmonmäki, Tammela, Jussinkylä, Finlayson et Särkänniemi.

## Lieux et monuments
- Herrainmäki
- Maison des fêtes de Tampella
- Musée des médias Rupriikki
- Musée d'histoire naturelle de Tampere
- Paasikiven-Kekkosentie
- Palais de justice de Tampere
- Tampereen Sähkölaitos
- Tunnel de Tampere
- Centre Vapriikki
- Parc Aleksandra Siltanen

## Galerie

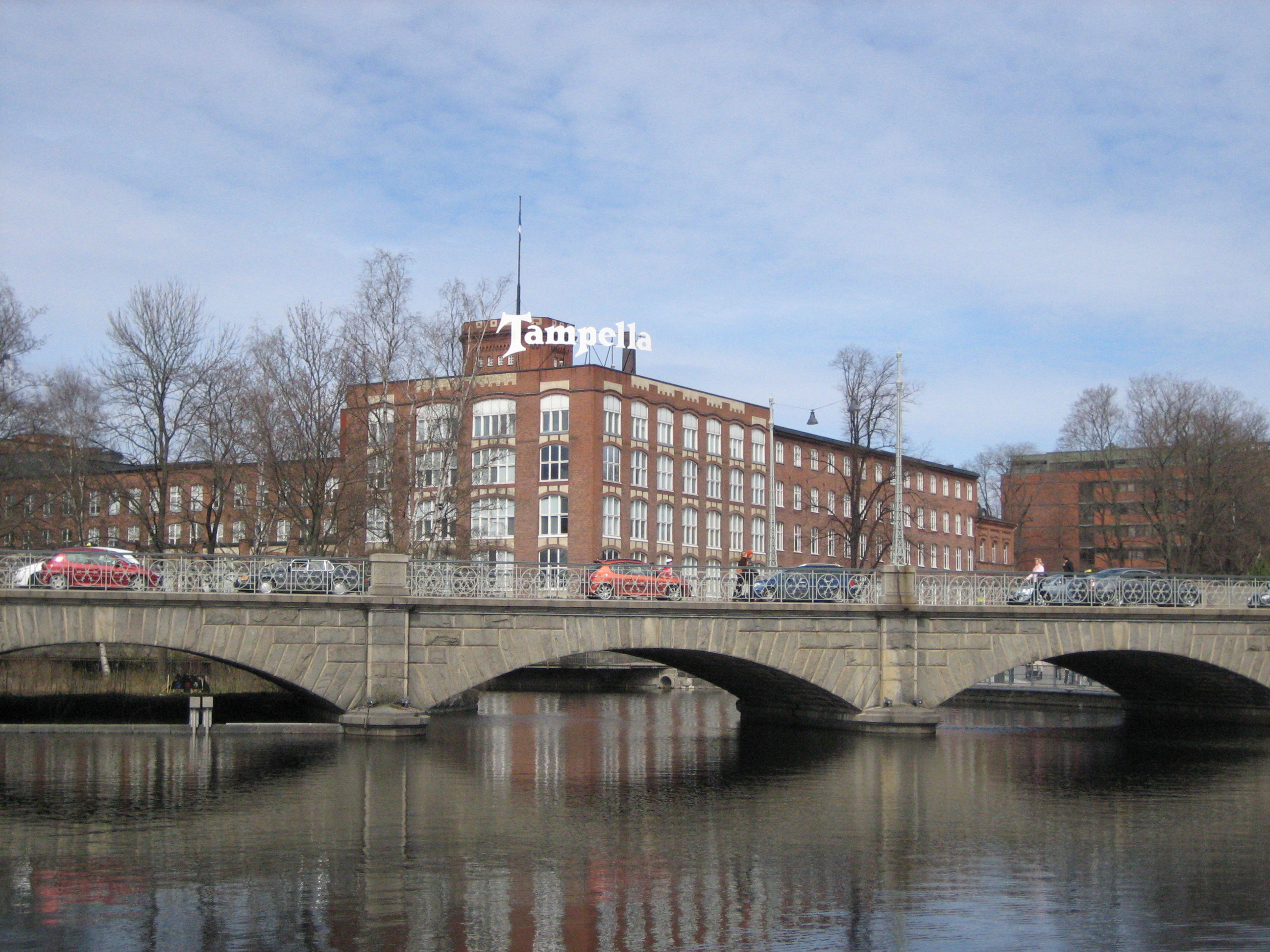
Le palais de justice de Tampere.
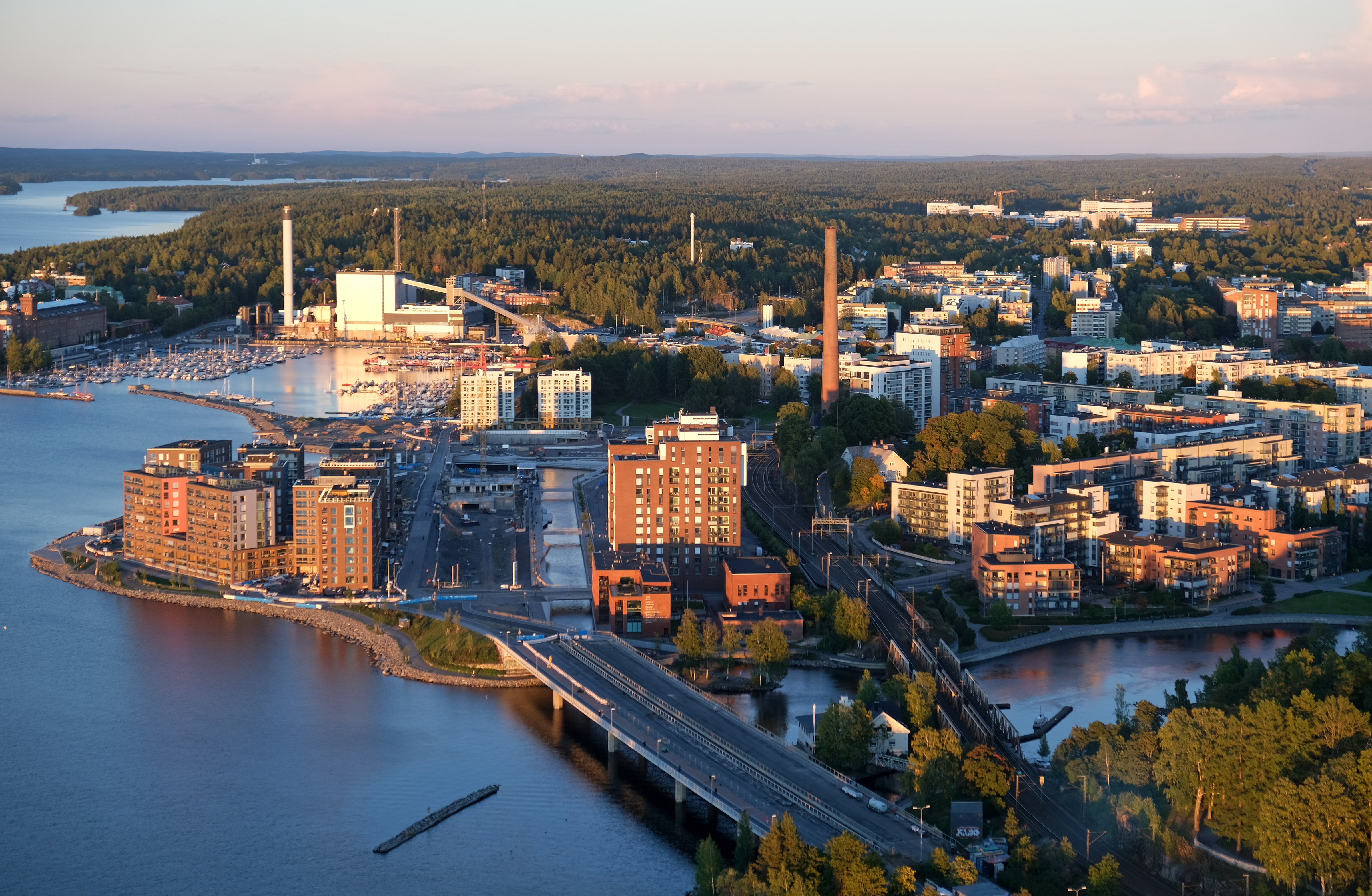
Ranta-Tampella.
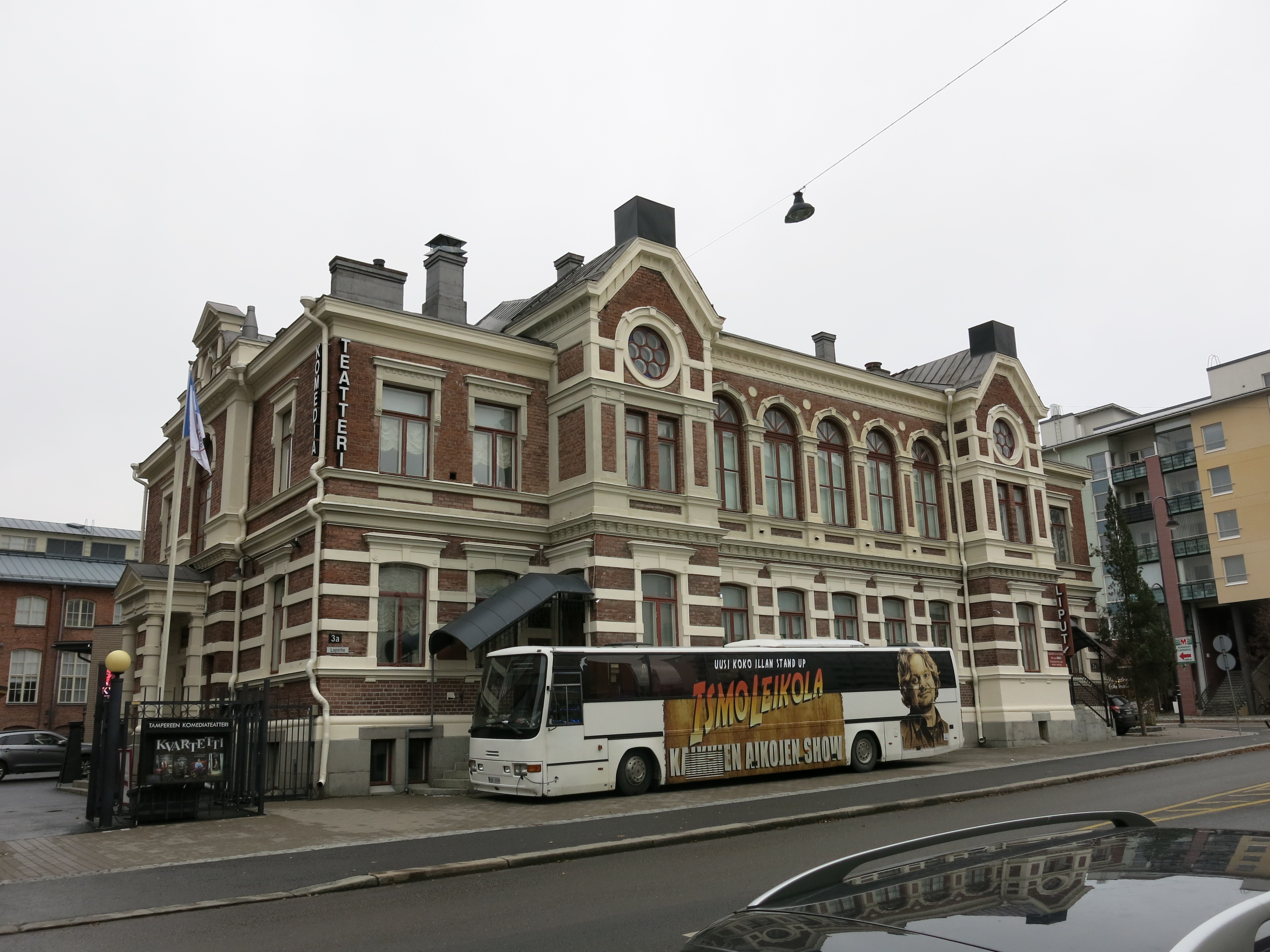
Maison des fêtes de Tampella.
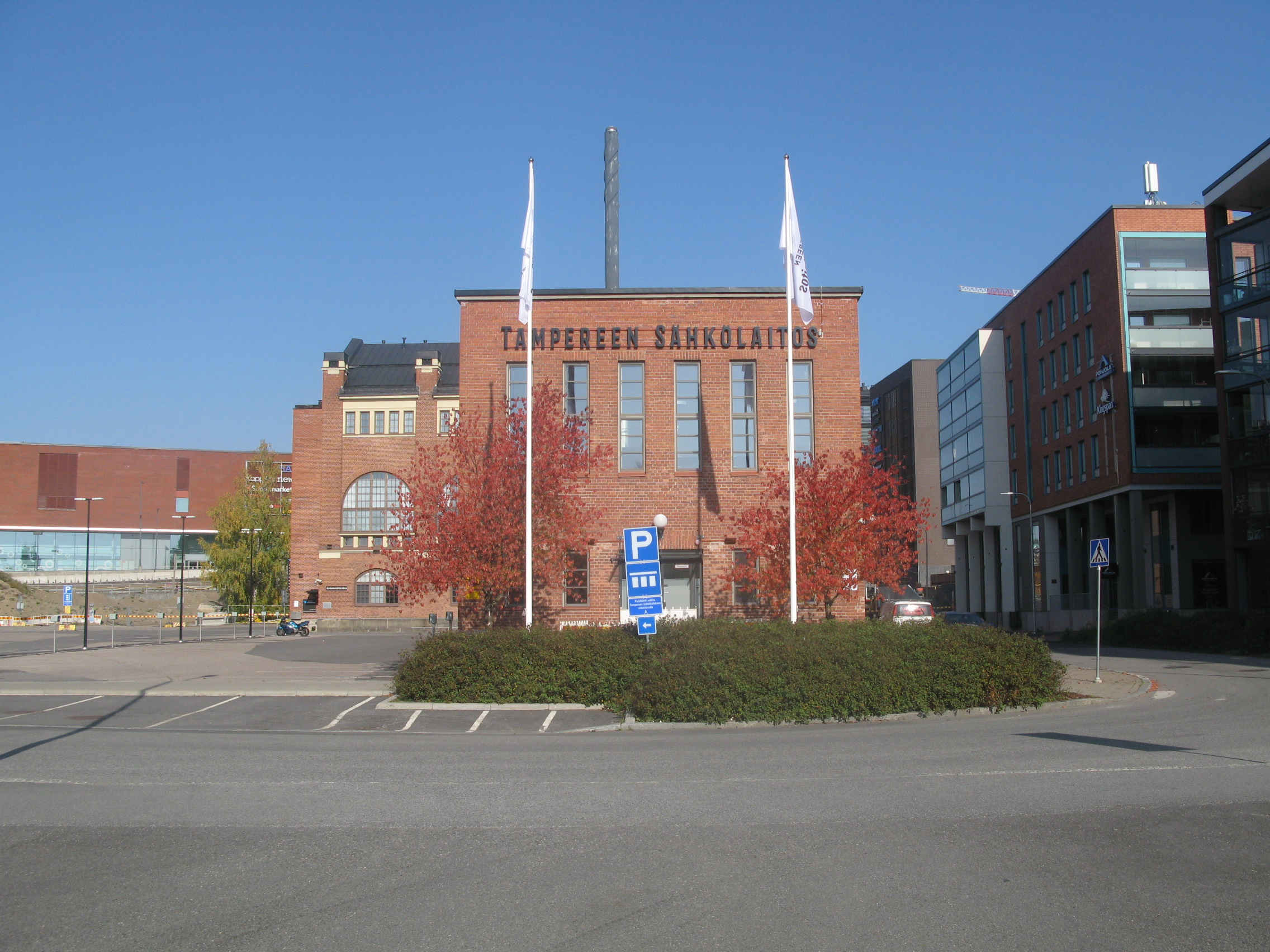
Tampereen Sähkölaitos
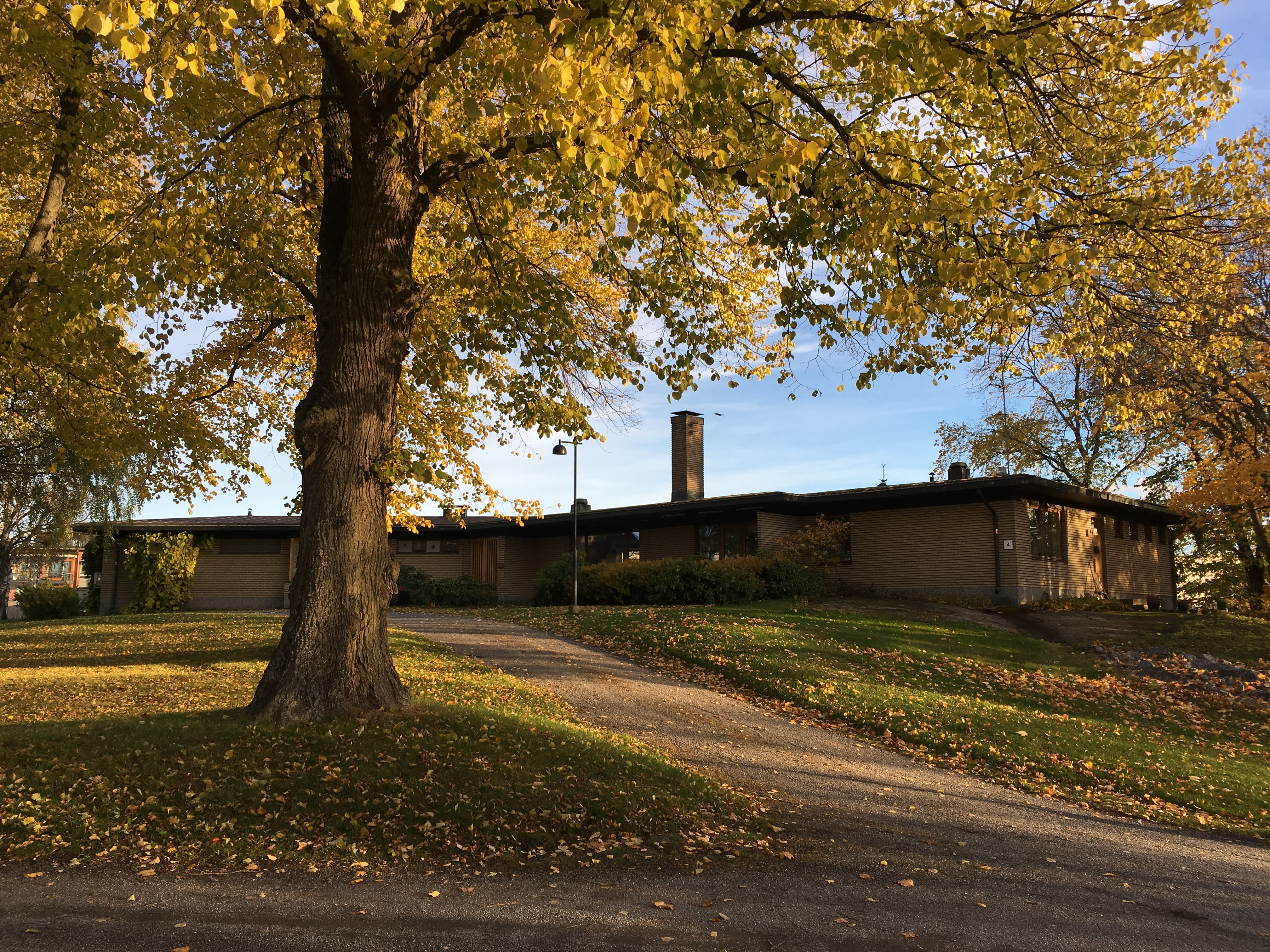
Villa Nykopp[3].
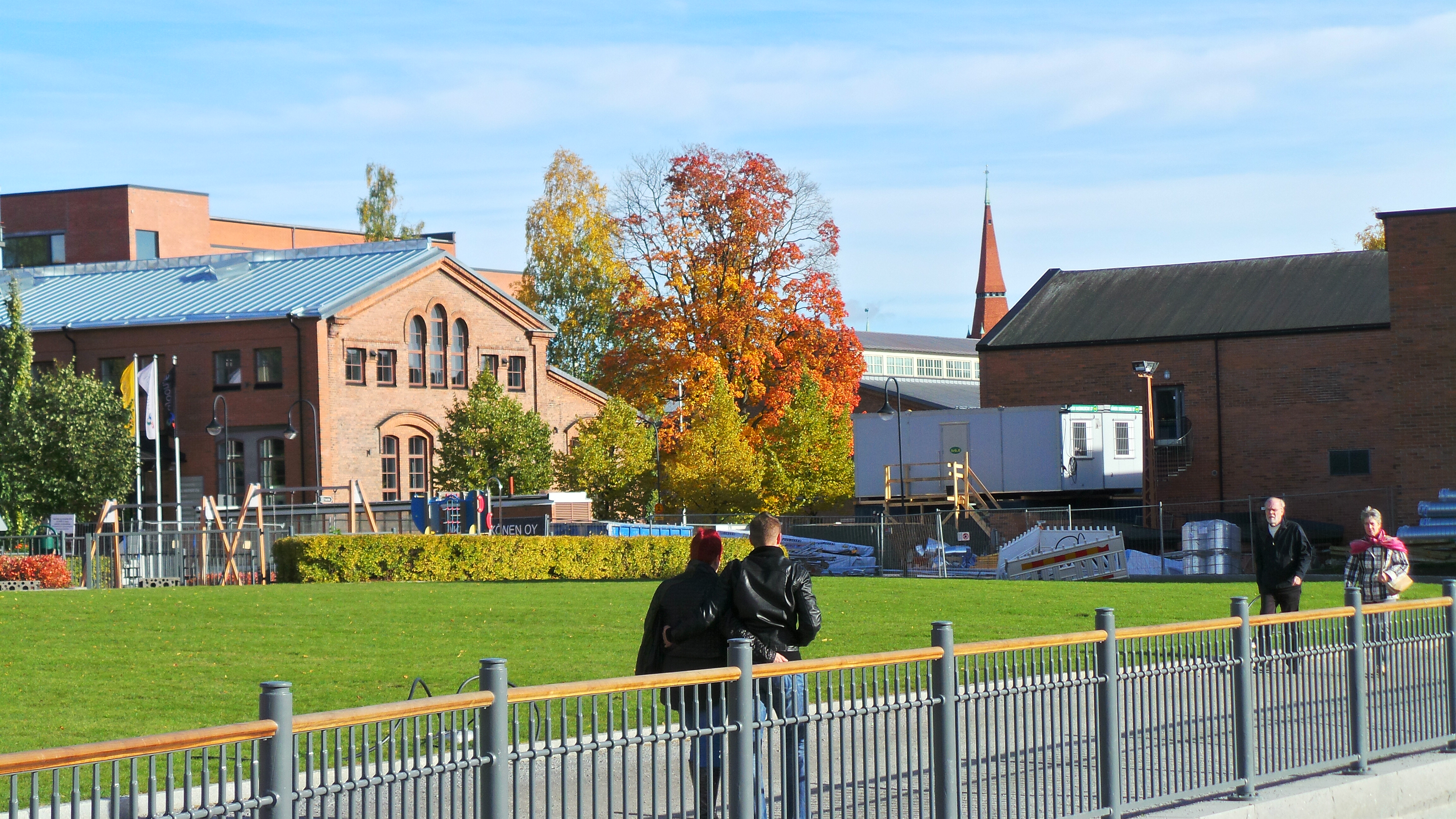
Parc Aleksandra Siltanen
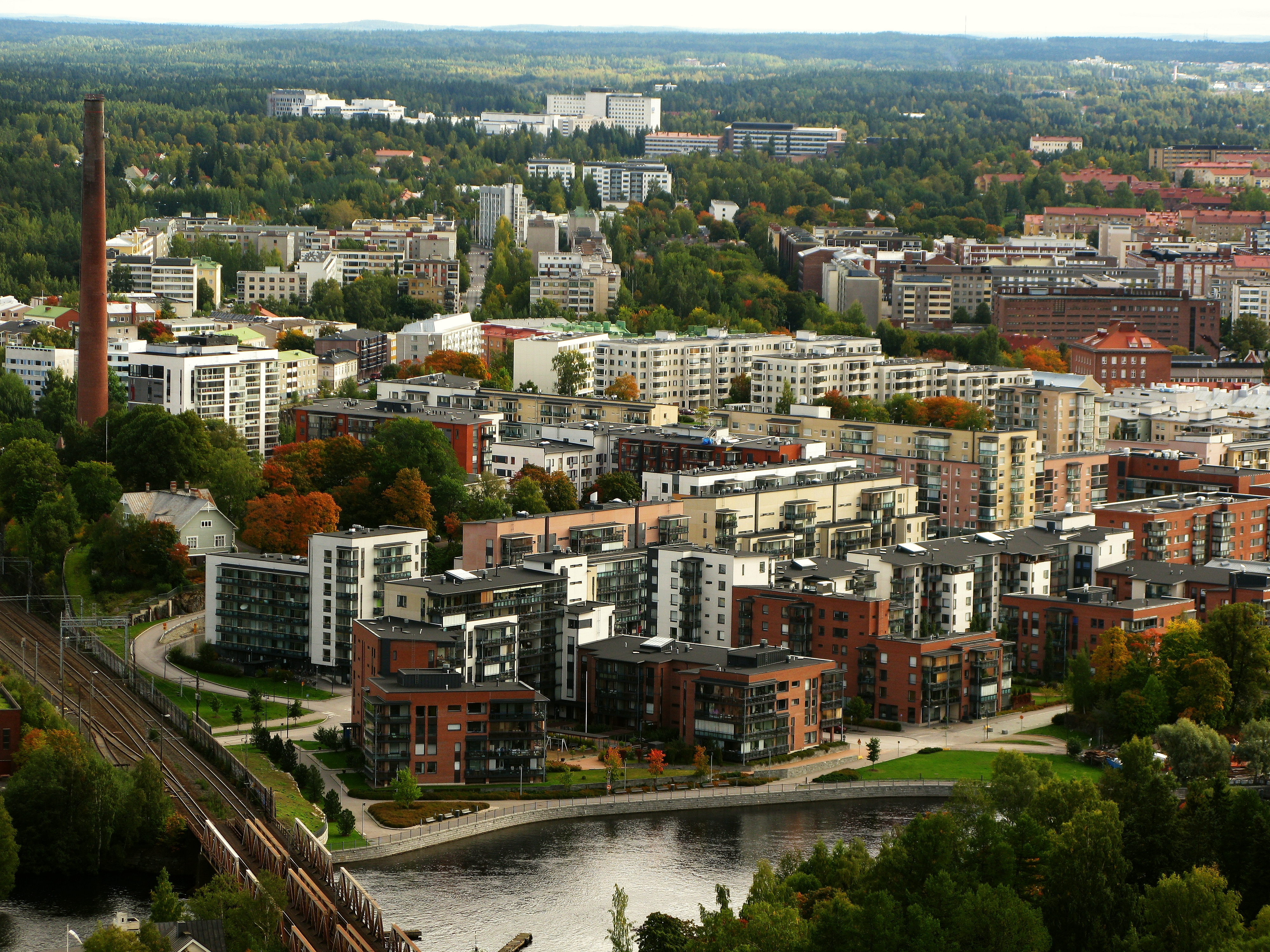
Tampella vue de Näsinneula en septembre 2011.
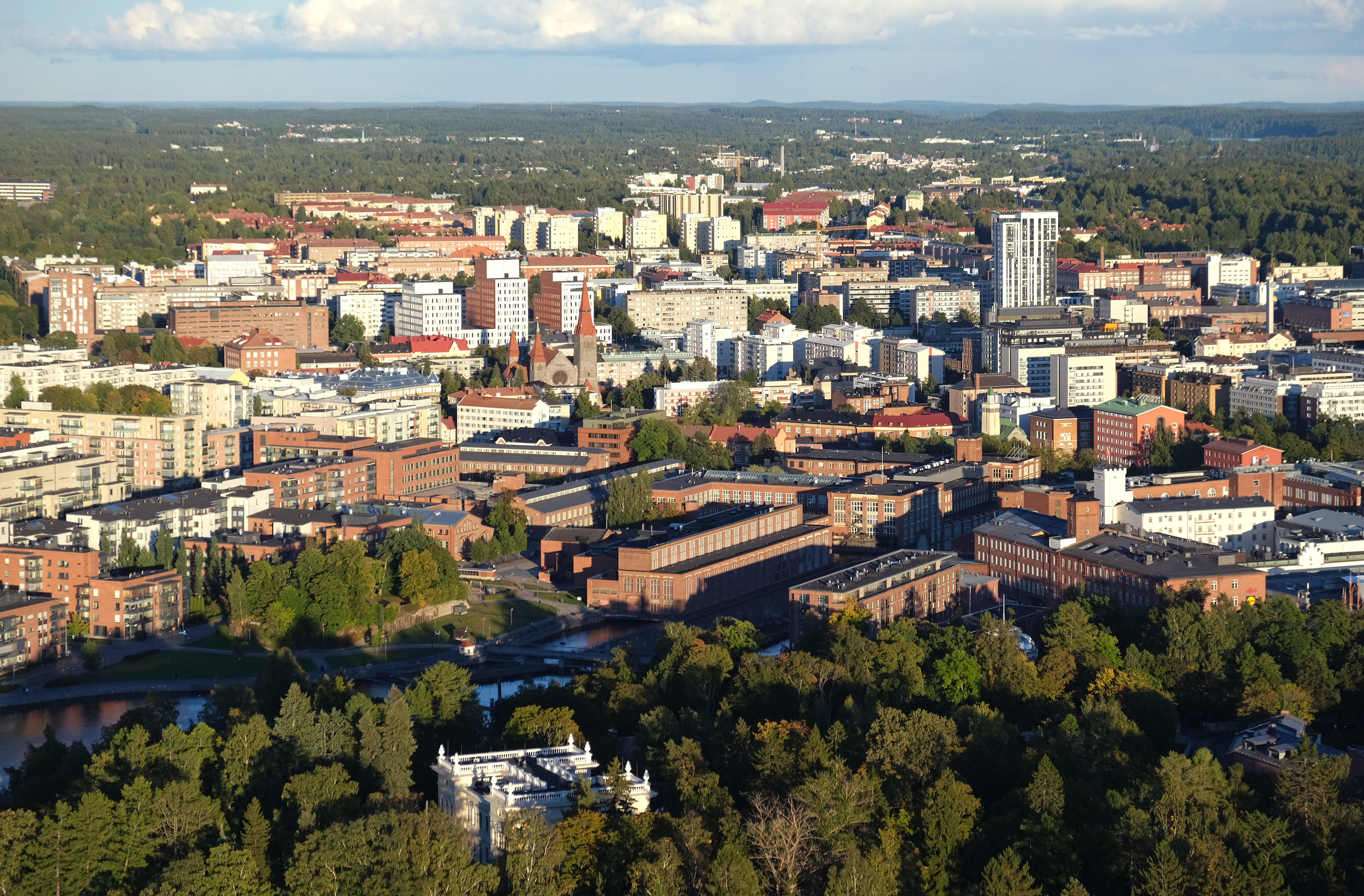
Tampella vue de Näsinneula en septembre 2020.
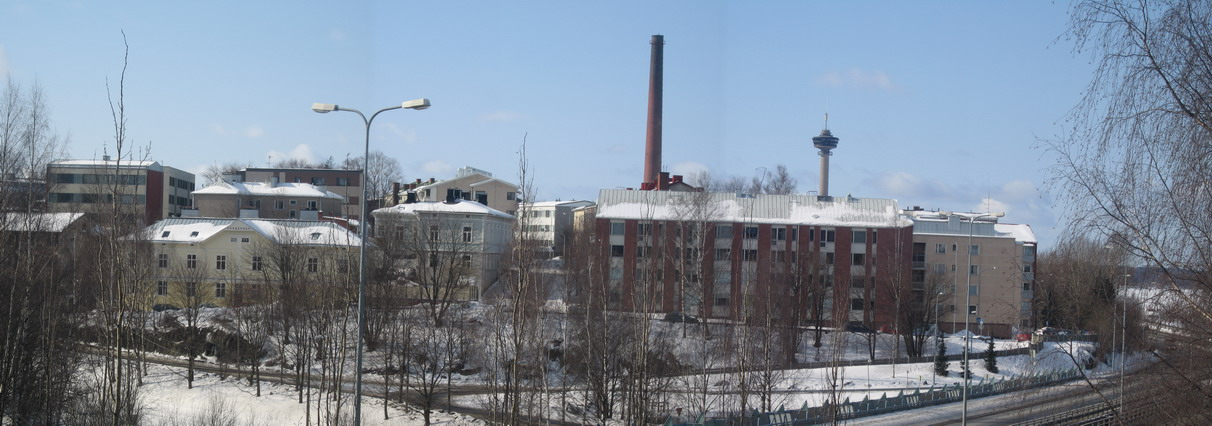
Armonkallio (fi)